# Valladolid (Honduras)
Valladolid es un municipio del departamento de Lempira en la República de Honduras.

## Toponimia
Su nombre hace referencia a la ciudad española de Valladolid. El nombre de Valladolid proviene del árabe Balad al-Walīd, que significa Puebla de Walid.

## Límites
| Orientación | Límite                                 |
| ----------- | -------------------------------------- |
| Norte       | Municipio de Tambla, Lempira           |
| Sur         | Municipio de La Virtud, Lempira        |
| Este        | Municipio de San Andrés, Lempira       |
| Este        | Municipio de Gualcince, Lempira        |
| Oeste       | Municipio de Guarita, Lempira          |
| Oeste       | Municipio de San Juan Guarita, Lempira |

Su extensión territorial es de 78.31 km².

## Geografía
Está ubicada en lo alto de una montaña y rodeada de grandes precipicios, El bosque de pinos es el predominante en la zona y hace que el clima sea bastante fresco. Los suelos y las rocas son de origen volcánico, lo que se aprecia en los cortes que hay en la carretera. Lastimosamente a medida crece la población se van reduciendo los bosques.

## Historia

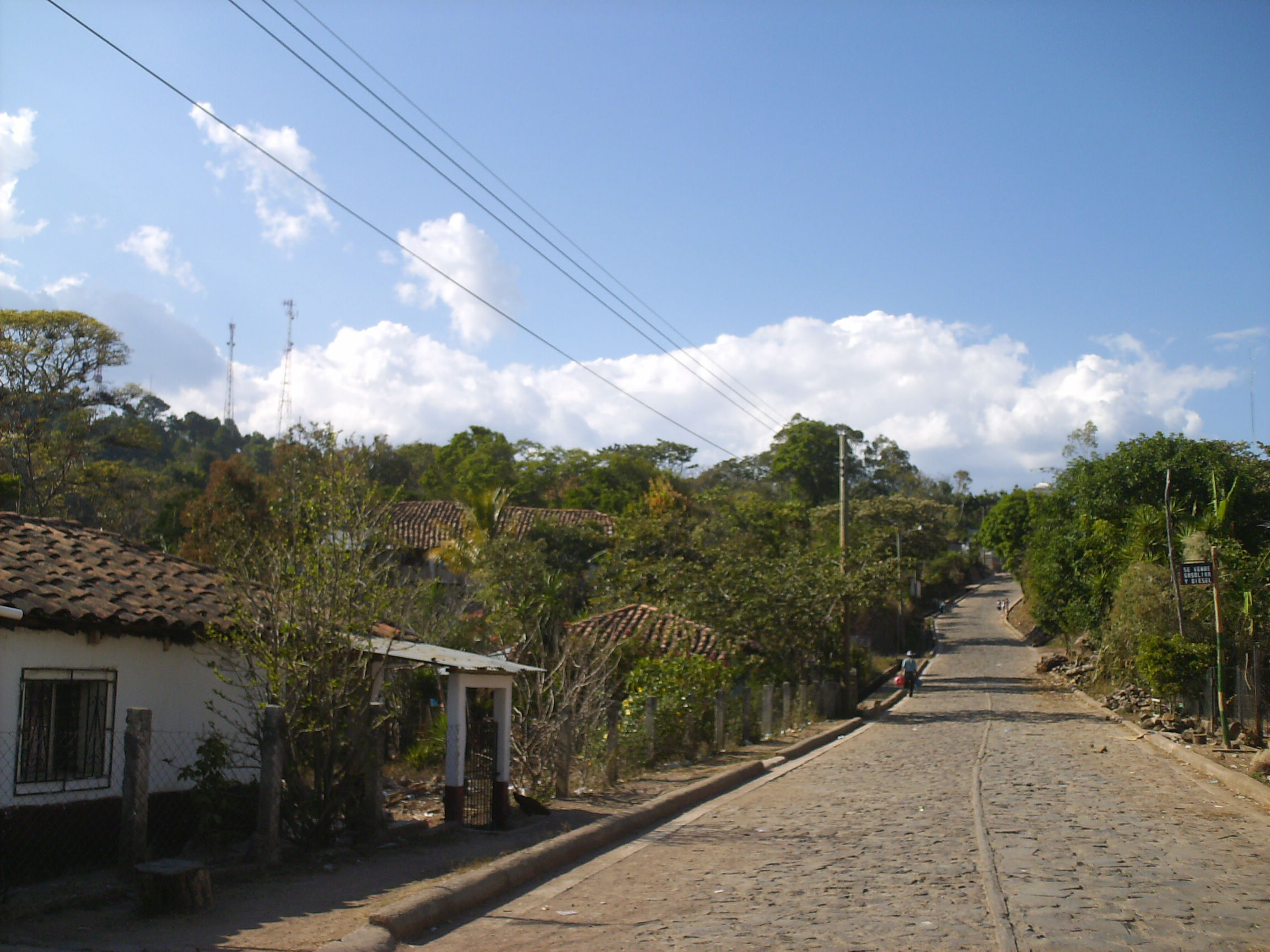
Llegando al Pueblo desde La Virtud.

Se fundó en el lugar donde se encuentra la Aldea de Los Patios, con el nombre de "Colopel", fue trasladado al lugar de Los Naranjos donde hoy se encuentra, con el nombre de Valladolid, con personas llegadas de Guarita.
En 1887, en el censo de 1887 ya aparece como municipio del Distrito de Guarita.

## Población
En el caso de Valladolid un 90 % de la población son individuos mestizos, con muchos individuos de piel blanca.
Población: En el año de 2013 este municipio registraba la cantidad de 3,696 habitantes, el INE Honduras ha elaborado proyecciones en las que se espera tener un total de 3,889 habitantes.

## Economía
Es otro de los municipios cafetaleros del departamento dado su elevación sobre el nivel del mar. El comercio de abarrotes y variadas mercaderías ocupan el segundo lugar. En cuanto al ganado y los cultivos de maíz y frijoles son para consumo local. Se puede encontrar en contados casos varios tipos de babanas. Ya cuenta con electricidad y servicios de comunicación móvil.

## Turismo

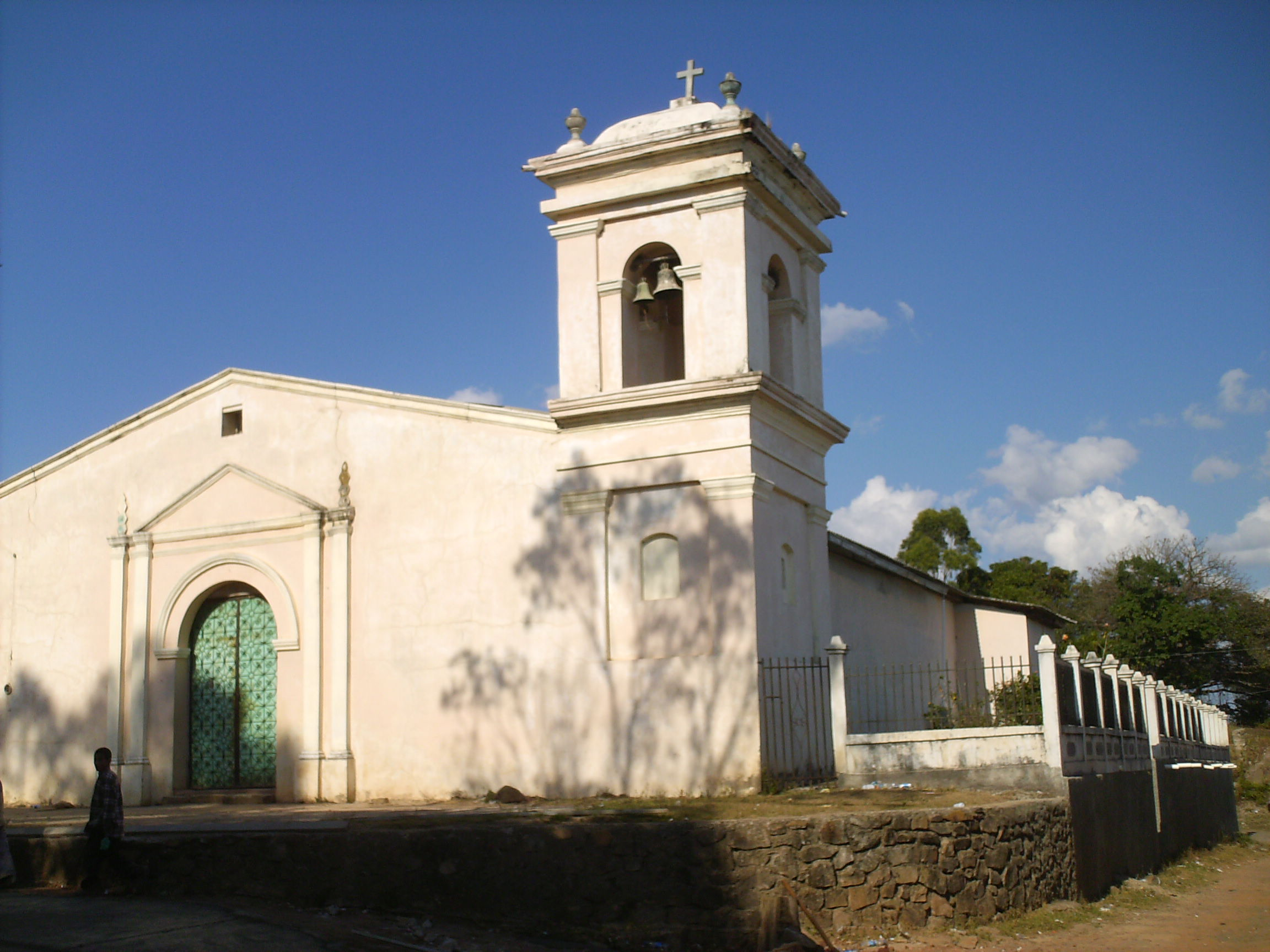
La Iglesia en el centro de Valladolid.

Para llegar hasta esta cabecera es vía:
Santa Rosa de Copán - San Marcos - Cololaca - Tambla - Valladolid.
Este recorrido lleva aproximadamente 2.5 horas. Justo antes de llegar a la cabecera se va subiendo una montaña, este tramo en particular requiere mucho cuidado ya que tiene un precipicio muy profundo y la carretera no está en las mejores condiciones. También se deben mencionar las curvas angostas que se encuentran al recorrer la carretera. Tiene varias calles empedradas y muchos pinos, los cuales transmiten tranquilidad. Sus habitantes son muy amables y atentos con los visitantes. Para tener mejores detalles sobre las bondades turísticas de este municipio es mejor visitar el siguiente enlace: http://www.valladolidlempira.tk Archivado el 11 de agosto de 2018 en Wayback Machine.

### Feria patronal
Su Feria Patronal es el 13 de junio, día de San Antonio.

## División Política
Aldeas: 12 (2013)
Caseríos: 44 (2013)
| Código | Aldea                     |
| ------ | ------------------------- |
| 132601 | Valladolid                |
| 132602 | Agua Zarca                |
| 132603 | Chancoyote                |
| 132604 | El Cordoncillo            |
| 132605 | El Socorro                |
| 132606 | El Yupural                |
| 132607 | Gualcixe                  |
| 132608 | Los Patios                |
| 132609 | Los Reales                |
| 132610 | San Lorenzo o La Hacienda |
| 132611 | Santa Bárbara             |
| 132612 | Tierra Blanca             |